# 6690 Мессік
6690 Мессік (6690 Messick) — астероїд головного поясу, відкритий 25 вересня 1981 року.
Тіссеранів параметр щодо Юпітера — 3,602.